# Корделье (станция метро)
«Корделье́» (фр. Cordeliers) — станция линии A Лионского метрополитена.

## Расположение
Станция находится во 2-м округе Лиона, в районе Прескиль, в квартале Корделье. Платформа станции расположена под улицей Репюблик (фр. Rue de la République), в районе её слияния с площадью Корделье (фр. place des Cordeliers) и улицей Гренетт (фр. Rue Grenette). Вход на станцию производится с  улицы Репюблик и площади Корделье.

## Особенности
Станция открыта 2 мая 1978 года в составе первой очереди Лионского метрополитена от станции Перраш до станции Лоран Бонве — Астробаль.  Состоит из двух путей и двух боковых платформ.  Пассажиропоток в 2006 году составил 364 936 чел./мес.

## Происхождение названия
Станция «Корделье» получила своё название по нахождению под одноимённой площадью. Площадь была названа в честь монашеского ордена кордельеров — французского отделения ордена францисканцев, владевших обширными земельными угодьями по правому берегу Роны ещё с 1220-х годов.

## Достопримечательности
- Площадь Корделье[фр.]
- Улица Репюблик
- Церковь Святого Бонавентуры (XIV век)
- Церковь Святого Никиты Лионского (XIV—XVI век)
- Здание Биржи (1856—1860 года)
- Музей книгопечатания

## Наземный транспорт
Со станции существует пересадка на следующие виды транспорта:

    — троллейбус

  — «главный» автобус

  — автобус

Пригородный автобус 171